# Wendy Holdener
Wendy Holdener (ur. 12 maja 1993 w Unteribergu) – szwajcarska narciarka alpejska, pięciokrotna medalistka igrzysk olimpijskich, wielokrotna medalistka mistrzostw świata oraz czterokrotna medalistka mistrzostw świata juniorów.

## Kariera
Po raz pierwszy na arenie międzynarodowej Wendy Holdener zaprezentowała się 27 listopada 2008 roku podczas zawodów FIS Race w szwajcarskim Zinal. Zajęła wtedy 18. miejsce w slalomie. W 2010 roku wystartowała na mistrzostwach świata juniorów w Mont Blanc, gdzie jej najlepszym wynikiem było piąte miejsce w zjeździe. Rok później, podczas mistrzostw świata juniorów w Crans-Montana, zdobyła trzy medale: złoty w kombinacji, srebrny w zjeździe i brązowy w slalomie gigancie.
W Pucharze Świata zadebiutowała 23 października 2010 roku w austriackim Sölden, gdzie nie zakwalifikowała się do drugiego przejazdu w gigancie. Pierwsze pucharowe punkty zdobyła miesiąc później, 28 listopada 2010 roku w amerykańskim Aspen, zajmując 18. pozycję w slalomie. Na podium zawodów tego cyklu po raz pierwszy znalazła się 10 marca 2013 roku w Ofterschwang, zajmując drugie miejsce w slalomie. Na podium stanęły również Tina Maze ze Słowenii oraz Mikaela Shiffrin z USA. W marcu 2016 roku wywalczyła Małą Kryształową Kulę za superkombinację. W ostatnich zawodach tej konkurencji sezonu 2015/2016 wygrała w Lenzerheide i dzięki temu z czwartej lokaty awansowała na najwyższą w klasyfikacji generalnej superkombinacji. Tym samym zrzuciła z podium dotychczasową liderkę Marie-Michèle Gagnon. W tym samym sezonie zajęła też trzecie miejsce w slalomie. W obu tych klasyfikacjach Szwajcarka uplasowała się na trzeciej pozycji w sezonie 2016/2017. Kolejny sezon zakończyła na drugiej pozycji w klasyfikacji generalnej i klasyfikacji slalomu, ulegając tylko Shiffrin. Ponadto po raz drugi w karierze zwyciężyła też w klasyfikacji superkombinacji. Łącznie jedenaście razy stawała na podium zawodów w tym sezonie, odnosząc przy tym jedno zwycięstwo. W sezonie 2018/2019 była trzecia w klasyfikacji generalnej oraz w klasyfikacjach slalomu i superkombinacji. W drugiej z tych konkurencji była też druga w sezonie 2019/2020.
W 2011 roku wzięła udział w slalomie na mistrzostwach świata w Garmisch-Partenkirchen, zajmując 29. miejsce w gigancie, a rywalizacji w slalomie nie ukończyła. Na rozgrywanych dwa lata później mistrzostwach świata w Schladming była między innymi jedenasta w slalomie. Podczas mistrzostw świata w Vail/Beaver Creek nie ukończyła slalomu, zajęła jednak siedemnaste miejsce w gigancie. W międzyczasie wzięła udział w igrzyskach olimpijskich w Soczi, jednak nie ukończyła żadnej konkurencji. 
Pierwszy medal wśród seniorek zdobyła w 2017 roku, wygrywając superkombinację podczas mistrzostw świata w Sankt Moritz. Wyprzedziła tam swą rodaczkę Michelle Gisin oraz Austriaczkę Michaelę Kirchgasser. Parę dni później wywalczyła również srebrny medal w slalomie, w którym lepsza była tylko Mikaela Shiffrin. Kolejne medale zdobyła na igrzyskach w Pjongczangu, gdzie zwyciężyła w zawodach drużynowych, była druga w slalomie oraz trzecia w superkombinacji. Kolejne dwa medale zdobyła na mistrzostwach świata w Åre w 2019 roku. Najpierw zwyciężyła w kombinacji, wyprzedzając na podium Petrę Vlhovą ze Słowacji i Norweżkę Ragnhild Mowinckel. Następnie wspólnie z Aline Danioth, Danielem Yule i Ramonem Zenhäusernem zdobyła złoty medal w zawodach drużynowych. Z mistrzostw świata w Cortinie d'Ampezzo wróciła bez medalu. Dwukrotnie była blisko podium: w slalomie i zawodach drużynowych zajmowała czwarte miejsce. 
Na igrzyskach olimpijskich w Pekinie w 2022 roku zajęła drugie miejsce w superkombinacji, rozdzielając Michelle Gisin i Włoszkę Federicę Brignone. Zdobyła tam także brązowy medal w slalomie, w którym uplasowała się za Vlhovą i Austriaczką Kathariną Liensberger. Podczas mistrzostw świata w Courchevel/Méribel w 2023 roku zdobyła srebrne medale w kombinacji i gigancie równoległym. Na rozgrywanych dwa lata później mistrzostwach świata w Saalbach była druga w równoległej rywalizacji drużynowej, kombinacji drużynowej oraz w slalomie.

## Osiągnięcia

### Igrzyska olimpijskie
| Miejsce | Dzień     | Rok  | Miejscowość | Konkurencja     | Czas biegu | Strata | Zwyciężczyni     |
| ------- | --------- | ---- | ----------- | --------------- | ---------- | ------ | ---------------- |
| DNF1    | 18 lutego | 2014 | Soczi       | Gigant          | 2:36,87    | —      | Tina Maze        |
| DNF1    | 21 lutego | 2014 | Soczi       | Slalom          | 1:44,54    | —      | Mikaela Shiffrin |
| 9.      | 15 lutego | 2018 | Pjongczang  | Gigant          | 2:20,02    | +1,25  | Mikaela Shiffrin |
| 2.      | 16 lutego | 2018 | Pjongczang  | Slalom          | 1:38,63    | +0,05  | Frida Hansdotter |
| 3.      | 22 lutego | 2018 | Pjongczang  | Superkombinacja | 2:20,90    | +1,44  | Michelle Gisin   |
| 1.      | 24 lutego | 2018 | Pjongczang  | Drużynowo       | -          | -      | -                |
| 9.      | 7 lutego  | 2022 | Pekin       | Gigant          | 1:55,69    | +1,63  | Sara Hector      |
| 3.      | 9 lutego  | 2022 | Pekin       | Slalom          | 1:44,98    | +0,12  | Petra Vlhová     |
| 2.      | 17 lutego | 2022 | Pekin       | Superkombinacja | 2:25,67    | +1,05  | Michelle Gisin   |

### Mistrzostwa świata
| Miejsce | Dzień     | Rok  | Miejscowość        | Konkurencja          | Czas biegu | Strata | Zwyciężczyni                        |
| ------- | --------- | ---- | ------------------ | -------------------- | ---------- | ------ | ----------------------------------- |
| 29.     | 17 lutego | 2011 | Ga-Pa              | Gigant               | 2:20,54    | +5,26  | Tina Maze                           |
| DNF2    | 19 lutego | 2011 | Ga-Pa              | Slalom               | 1:45,79    | -      | Marlies Schild                      |
| 26.     | 14 lutego | 2013 | Schladming         | Gigant               | 2:08,06    | +5,57  | Tessa Worley                        |
| 11.     | 16 lutego | 2013 | Schladming         | Slalom               | 1:39,85    | +1,77  | Mikaela Shiffrin                    |
| 17.     | 12 lutego | 2015 | Vail/Beaver Creek  | Gigant               | 2:19,16    | +3,54  | Anna Fenninger                      |
| DNF2    | 14 lutego | 2015 | Vail/Beaver Creek  | Slalom               | 1:38,48    | -      | Mikaela Shiffrin                    |
| 1.      | 10 lutego | 2017 | Sankt Moritz       | Superkombinacja      | 1:58,88    | -      | -                                   |
| 2.      | 18 lutego | 2017 | Sankt Moritz       | Slalom               | 1:37,27    | +1,64  | Mikaela Shiffrin                    |
| 14.     | 5 lutego  | 2019 | Åre                | Supergigant          | 1:04,89    | +1,10  | Mikaela Shiffrin                    |
| 1.      | 8 lutego  | 2019 | Åre                | Superkombinacja      | 2:02,13    | -      | -                                   |
| 1.      | 12 lutego | 2019 | Åre                | Drużynowo            | -          | -      | -                                   |
| 15.     | 14 lutego | 2019 | Åre                | Gigant               | 2:01,97    | +2,70  | Petra Vlhová                        |
| 17.     | 16 lutego | 2019 | Åre                | Slalom               | 1:57,05    | +2,26  | Mikaela Shiffrin                    |
| DNF1    | 15 lutego | 2021 | Cortina d’Ampezzo  | Superkombinacja      | 2:07,22    | -      | Mikaela Shiffrin                    |
| 7.      | 16 lutego | 2021 | Cortina d’Ampezzo  | Gigant równoległy    | -          | -      | Marta Bassino Katharina Liensberger |
| 4.      | 17 lutego | 2021 | Cortina d’Ampezzo  | Zawody drużynowe     | -          | -      | Norwegia                            |
| 8.      | 18 lutego | 2021 | Cortina d’Ampezzo  | Gigant               | 2:30,66    | +1,68  | Lara Gut-Behrami                    |
| 4.      | 20 lutego | 2021 | Cortina d’Ampezzo  | Slalom               | 2:30,66    | +2,34  | Katharina Liensberger               |
| 2.      | 6 lutego  | 2023 | Courchevel/Méribel | Kombinacja           | 1:57,47    | +1,62  | Federica Brignone                   |
| 5.      | 14 lutego | 2023 | Courchevel/Méribel | Drużynowo            | -          | -      | Stany Zjednoczone                   |
| 2.      | 15 lutego | 2023 | Courchevel/Méribel | Gigant równoległy    | -          | -      | Maria Therese Tviberg               |
| 18.     | 17 lutego | 2023 | Courchevel/Méribel | Gigant               | 2:07,13    | +2,32  | Mikaela Shiffrin                    |
| DNF2    | 18 lutego | 2023 | Courchevel/Méribel | Slalom               | 1:43,15    | -      | Laurence St. Germain                |
| 2.      | 4 lutego  | 2025 | Saalbach           | Drużynowo            | -          | -      | Włochy                              |
| 2.      | 11 lutego | 2025 | Saalbach           | Kombinacja drużynowa | 2:40,89    | +0,39  | Stany Zjednoczone                   |
| 25.     | 13 lutego | 2025 | Saalbach           | Gigant               | 2:22,71    | +6,09  | Federica Brignone                   |
| 2.      | 15 lutego | 2025 | Saalbach           | Slalom               | 1:58,00    | +0,46  | Camille Rast                        |

### Mistrzostwa świata juniorów
| Miejsce | Dzień       | Rok  | Miejscowość       | Konkurencja | Czas biegu | Strata | Zwyciężczyni            |
| ------- | ----------- | ---- | ----------------- | ----------- | ---------- | ------ | ----------------------- |
| 31.     | 31 stycznia | 2010 | Region Mont Blanc | Supergigant | 1:32,21    | +2,28  | Marine Gauthier         |
| 36.     | 1 lutego    | 2010 | Region Mont Blanc | Slalom      | 1:34,47    | +7,42  | Christina Geiger        |
| 5.      | 4 lutego    | 2010 | Region Mont Blanc | Zjazd       | 1:20,89    | +1,26  | Jéromine Géroudet       |
| 41.     | 5 lutego    | 2010 | Region Mont Blanc | Gigant      | 1:38,34    | +4,36  | Mona Løseth             |
| 15.     | 5 lutego    | 2010 | Region Mont Blanc | Kombinacja  | 38,85 pkt  | ?      | Mona Løseth             |
| 2.      | 1 lutego    | 2011 | Crans-Montana     | Zjazd       | 1:32,11    | +0,34  | Lotte Smiseth Sejersted |
| 3.      | 2 lutego    | 2011 | Crans-Montana     | Gigant      | 2:28,27    | +1,17  | Sara Hector             |
| 4.      | 3 lutego    | 2011 | Crans-Montana     | Slalom      | 1:40,32    | +1,71  | Jessica Depauli         |
| 1.      | 5 lutego    | 2011 | Crans-Montana     | Kombinacja  | ?          | -      | -                       |
| 5.      | 21 lutego   | 2013 | Québec            | Slalom      | 1:52,10    | +0,81  | Magdalena Fjällström    |
| 14.     | 22 lutego   | 2013 | Québec            | Gigant      | 2:22,23    | +2,18  | Lisa-Maria Zeller       |
| 2.      | 23 lutego   | 2013 | Québec            | Drużynowo   | -          | -      | Szwecja                 |

### Puchar Świata

#### Miejsca w klasyfikacji generalnej
- sezon 2010/2011: 89.
- sezon 2011/2012: 67.
- sezon 2012/2013: 20.
- sezon 2013/2014: 29.
- sezon 2014/2015: 22.
- sezon 2015/2016: 6.
- sezon 2016/2017: 8.
- sezon 2017/2018: 2.
- sezon 2018/2019: 3.
- sezon 2019/2020: 6.
- sezon 2020/2021: 10.
- sezon 2021/2022: 14.
- sezon 2022/2023: 7.
- sezon 2023/2024: 57.
- sezon 2024/2025: 10.

#### Zwycięstwa w zawodach
1. Sztokholm – 23 lutego 2016 (slalom równoległy)
2. Lenzerheide – 13 marca 2016 (superkombinacja)
3. Lenzerheide – 26 stycznia 2018 (superkombinacja)
4. Killington – 27 listopada 2022 (slalom)
5. Sestriere – 11 grudnia 2022 (slalom)

#### Pozostałe miejsca na podium w zawodach
1. Ofterschwang – 10 marca 2013 (slalom) – 2. miejsce
2. Innsbruck – 29 grudnia 2014 (slalom) – 3. miejsce
3. Lienz – 29 grudnia 2015 (slalom) – 2. miejsce
4. Soldeu – 28 lutego 2016 (superkombinacja) – 2. miejsce
5. Jasná – 6 marca 2016 (slalom) – 2. miejsce
6. Levi – 12 listopada 2016 (slalom) – 2. miejsce
7. Killington – 27 listopada 2016 (slalom) – 3. miejsce
8. Sestriere – 11 grudnia 2016 (slalom) – 3. miejsce
9. Semmering – 29 grudnia 2016 (slalom) – 3. miejsce
10. Maribor – 8 stycznia 2017 (slalom) – 2. miejsce
11. Flachau − 10 stycznia 2017 (slalom) – 3. miejsce
12. Levi − 11 listopada 2017 (slalom) – 3. miejsce
13. Lienz – 28 grudnia 2017 (slalom) – 2. miejsce
14. Oslo – 1 stycznia 2018 (slalom równoległy) – 2. miejsce
15. Zagrzeb – 3 stycznia 2018 (slalom) – 2. miejsce
16. Kranjska Gora – 7 stycznia 2018 (slalom) – 3. miejsce
17. Lenzerheide − 28 stycznia 2018 (slalom) – 3. miejsce
18. Sztokholm – 30 stycznia 2018 (slalom równoległy) – 2. miejsce
19. Crans-Montana − 3 marca 2018 (supergigant) – 3. miejsce
20. Ofterschwang – 10 marca 2018 (slalom) – 2. miejsce
21. Sankt Moritz – 9 grudnia 2018 (slalom równoległy) – 3. miejsce
22. Semmering – 29 grudnia 2018 (slalom) – 3. miejsce
23. Oslo – 1 stycznia 2019 (slalom równoległy) – 3. miejsce
24. Zagrzeb – 5 stycznia 2019 (slalom) – 3. miejsce
25. Maribor – 2 lutego 2019 (slalom) – 3. miejsce
26. Crans Montana – 24 lutego 2019 (superkombinacja) – 3. miejsce
27. Szpindlerowy Młyn – 9 marca 2019 (slalom) – 2. miejsce
28. Soldeu – 16 marca 2019 (slalom) – 2. miejsce
29. Levi – 23 listopada 2019 (slalom) – 2. miejsce
30. Courchevel – 17 grudnia 2019 (gigant) – 3. miejsce
31. Altenmarkt – 12 stycznia 2020 (superkombinacja) – 2. miejsce
32. Garmisch-Partenkirchen – 9 lutego 2020 (supergigant) – 3. miejsce
33. Kranjska Gora – 15 lutego 2020 (gigant) – 3. miejsce[1]
34. Kranjska Gora – 16 lutego 2020 (slalom) – 2. miejsce
35. Flachau – 12 stycznia 2021 (slalom) – 3. miejsce
36. Jasná – 6 marca 2021 (slalom) – 3. miejsce
37. Åre – 13 marca 2021 (slalom) – 3. miejsce
38. Killington – 28 listopada 2021 (slalom) – 3. miejsce
39. Maribor – 9 stycznia 2022 (slalom) – 2. miejsce
40. Levi – 20 listopada 2022 (slalom) – 2. miejsce
41. Szpindlerowy Młyn – 28 stycznia 2023 (slalom) – 3. miejsce
42. Åre – 11 marca 2023 (slalom) – 2. miejsce
43. Killington – 26 listopada 2023 (slalom) – 3. miejsce
44. Killington − 1 grudnia 2024 (gigant) – 2. miejsce
45. Kranjska Gora – 5 stycznia 2025 (slalom) – 2. miejsce
46. Flachau − 14 stycznia 2025 (slalom) – 2. miejsce